# Marcel Agboton
Marcel Honorat Léon Agboton (ur. 16 stycznia 1941 w Avrankou, zm. 14 września 2023) – beniński duchowny rzymskokatolicki, w latach 2005–2010 arcybiskup Kotonu.

## Życiorys
Święcenia kapłańskie przyjął 6 stycznia 1966. 19 grudnia 1994 został prekonizowany biskupem Kandi. Sakrę biskupią otrzymał 25 marca 1995. 29 stycznia 2000 został mianowany biskupem Porto Novo, a 5 marca 2005 arcybiskupem Kotonu. 21 sierpnia 2010 zrezygnował z urzędu.